# هندسة مطلقة

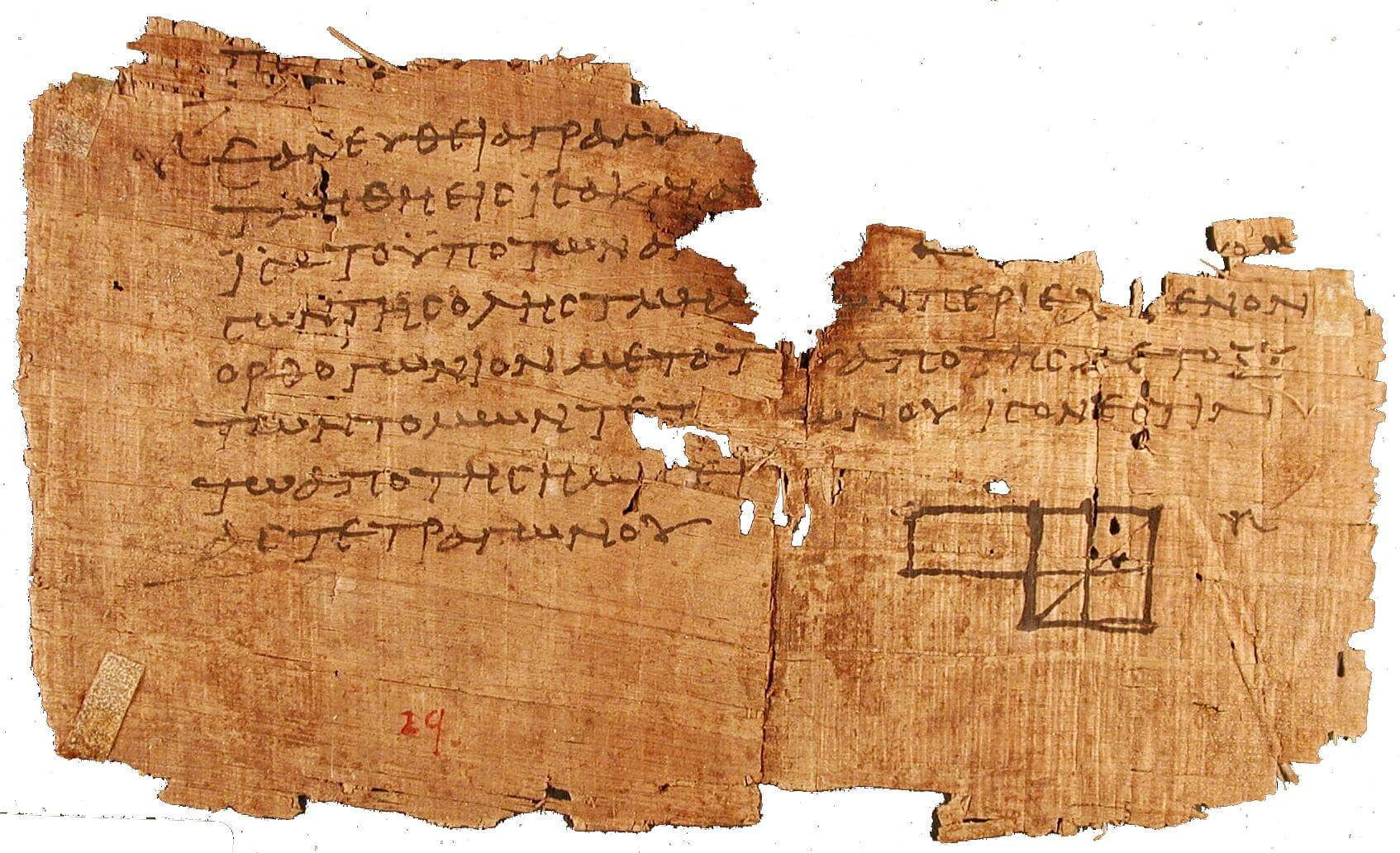

الهندسة المطلقة (بالإنجليزية: Absolute geometry)‏ هي الهندسة الرياضية المبنية على النظام البديهي الذي لا يفترض مسلمة التوازي أو أي من بدائلها. تم استخدام هذا المصطلح من قبل العالم يانوس بوياي في العام 1832. يطلق عليها أحياناً اسم الهندسة الحيادية neutral geometry حيث أنها حيادية تجاه مسلمة التوازي.
وعليه فإن نظرياتها تكون صحيحة في الهندسة اللاإقليدية بالإضافة إلى الهندسة الإقليدية. في العناصر الإقليدية تتجنب الافتراضات الـ28 الأولى استخدام مسلمة التوازي، وبالتالي يمكن تطبيقها على الهندسة المطلقة.

## عدم الاكتمال
الهندسة المطلقة هي مثال على عدم الاكتمال لنظام بديهي. على سبيل المثال خذ العبارة التالية (إن مجموع قياسات زوايا أي مثلث يساوي إلى مجموع قياسي زاويتين قائمتين). هذه العبارة لا يمكن برهانها في الهندسة المطلقة. فإذا كانت العبارة مبرهنة فإنها ستكون صحيحة في هندسة القطع الناقص، حيث أن مجموع قياسات زوايا أي مثلث هو أقل من مجموع زاويتين قائمتين، وبالتالي تنتقض العبارة.

## راجع أيضاً
- هندسة لاإقليدية
- هندسة أفينية